# Literatura iacut
Literatura iacut és la literatura feta en iacut o sakhà, una llengua turquesa parlada a Sakhà, una república de Rússia.

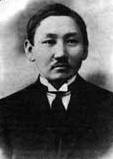
Semion Novgoródov.

El primer llibre religiós en iacut, Oracions, el Credo i els Divins Manaments fou publicat el 1812 a Irkutsk. Set anys més tard es publicà un Breu Catecisme amb un alfabet iacut basat en el cirí·lic rus. Se suposa que el traductor del catecisme i creador de l'alfabet fou el p. Georgui Popov, i tot no recollir tots els fonemes de la llengua iacut, jugà un rol fonamental en la predicació de l'arquebisbe Innokentij (1853-1860), qui el 1855 va traduir els llibres d'oració al iacut. Dmitrii Khitrov, monjo rus que va viure 43 anys a Iacútia, també va fer nombrosos estudis sobre el folklore de la regió i l'idioma, del que en va escriure una gramàtica. El científic i folklorista iacut Gavriil V. Ksenofontov (1888-1938) en l'estudi Xamanisme i Cristianisme va descobrir nombrosos paral·lelismes i coincidències entre mites iacuts i històries de l'Antic Testament.

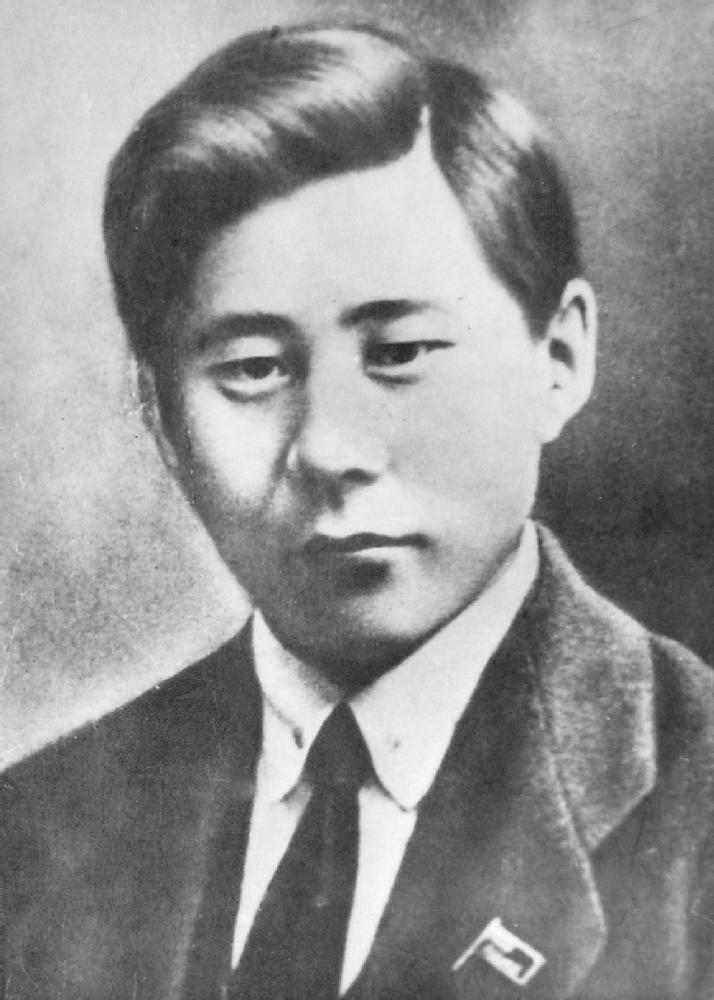
Bylatyan Oyuunuskay

El 1917 Semion Novgoródov va introduir l'alfabet llatí en la llengua iacut per tal de normalitzar la llengua escrita. El 1920 Amnepodist Sofronov va fundar el primer diari en iacut, Manchary, i la primera revista literària, Cholpon. Així sorgiria una generació d'escriptors en els anys 20, amb el mateix Amnepodist Sofronov (1886-1935) amb Manchary (1920), Jadangy Jaakup (Pobre Jacob, 1914), Taptal (Amor, 1915-1916), Olokh jeberate (Joc de vida, 1918-1922) i Büdütuybüt kommot (Si ensopegues no et podràs aixecar mai); Oleksei Oksuküleekh (1877-1926) qui viatjà arreu del país recollint tradicions i va escriure el primer escrit en iacut, Bayanay algyha (L'encantament de Baianai, 1900), Oyuun tüüle (El somni del xamà, 1910) i Yrya khohoon (Cançons i versos, 1924); Nikolai Neustrojev (1895-1929), fundador del teatre nacional iacut; Bylatyan Oyuunuskay (Platon Oiunskij, 1893-1939) mort de tuberculosi a la presó i autor de Kyhyl oyuun (Xamà roig, 1925), Iirbit Nyukuus (El boig Nyukus, 1923) i Jeberetten takhsyy (Removent el fang, 1936). Kiunnuk Urastyvov (1907-?) autor del llibret d'òpera Niurgusun ve Lookut i Jaakup Khomus (1946). Baal Khabyryys (Baal Veshnikov, 1918-1969) poeta soviètic; Olija Vinokurov-Chagyldan (1914-1952), Arkhip Kudrin (1907-1960) amb el poema Xanghai (1933) i Bolot Bootur (1915).
Altres autors foren A. A. Ivanov-Kiunde (1898-1934), G. D. Biastinov (1903-34), Amma Achchgyya (Mikolaj Muordinap, 1906-?) pertanyé als grups literaris Saydyy (Autoeducació) i Kyhyl Sulus (Estrella Roja) i col·laborà als diaris iacuts Cholbon i Khotugu Ychchyt (1927-1928), autor de Keepseenner (Contes, 1937), Saasky kem (El temps de primavera, 1944) i traduí Anna Karènina al iacut. Elley (Serafim Aramaznabys Kulaes'kar, 1904-?) un dels més prolífics, amb Sakha sargyta (La fortuna de Iacútia, 1947), Churum-churumchuku (1938), Kihi-kihrakhe (D'home a home, 1962), Agar üleghe aykhal (Glòria al treball creatiu, 1959), Jollokh olokh (Vida feliç, 1938), Ayan uottara (Desig dels rastres, 1941), Kyyiy Yrylara (Cançons de victòria, 1950) i Sanga Yryalar (Noves cançons, 1932). Entre els autors més moderns destaca el dramaturg Andrei Borisov (1951), autor de Devushka Bogatyr (Noia guerrera, 1999), basada en les tradicions populars iacuts.